# 1876 en mathématiques
| Années des mathématiques : 1873 - 1874 - 1875 - 1876 - 1877 - 1878 - 1879    |
| Décennies des mathématiques : 1840 - 1850 - 1860 - 1870 - 1880 - 1890 - 1900 |

Cet article présente les faits marquants de l'année 1876 en mathématiques.

## Évènements
- Le mathématicien français Édouard Lucas, inventeur d'un test de primalité, l'utilise pour démontrer que le nombre de Mersenne M127 = 170 141 183 460 469 231 731 687 303 715 884 105 727 est premier, alors le plus grand nombre premier connu[1].

## Naissances

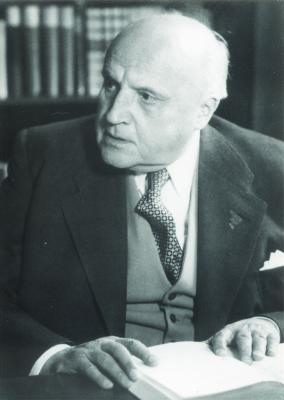
Erhard Schmidt

- 13 janvier : Erhard Schmidt (mort en 1959), mathématicien allemand.
- 17 mars : Ernest Esclangon (mort en 1954), astronome et mathématicien français.
- 27 mars : Gerhard Kowalewski (mort en 1950), mathématicien allemand.
- 29 avril : Paul Montel (mort en 1975), mathématicien français.
- 4 mai : Heinrich Jung (mort en 1953), mathématicien allemand.
- 12 mai : C. L. E. Moore (mort en 1931), mathématicien américain.
- 30 juin : Anton Davidoglu (mort en 1958), mathématicien roumain.
- 20 juillet : Otto Blumenthal (mort en 1944), mathématicien allemand.
- 4 août : Jarl Waldemar Lindeberg (mort en 1932), mathématicien finlandais.
- 13 novembre : Jean Clairin (mort en 1914), mathématicien français.
- 19 novembre : Tatiana Afanassieva (morte en 1964), mathématicienne russo-néerlandaise.
- 28 décembre : Conrad Habicht (mort en 1958), mathématicien, enseignant et violoniste suisse.

## Décès
- 17 mars : Björn Gunnlaugsson (né en 1788), mathématicien et cartographe islandais.
- 23 août : Abel Transon (né en 1805), mathématicien et journaliste politique français.
- 18 septembre : Claude-Antoine Peccot (né en 1856), mathématicien et pianiste français.
- 19 septembre : Antoine Bukaty (né en 1808), mathématicien, historien et ingénieur polonais.